# Silvana Mangano

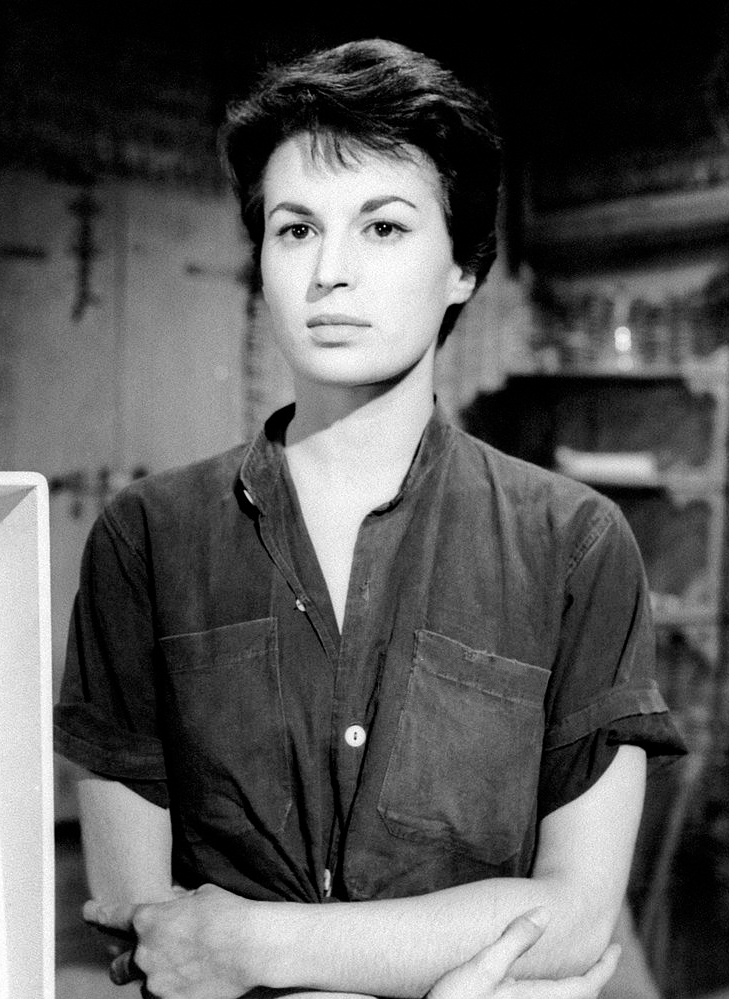
Mangano in 1956

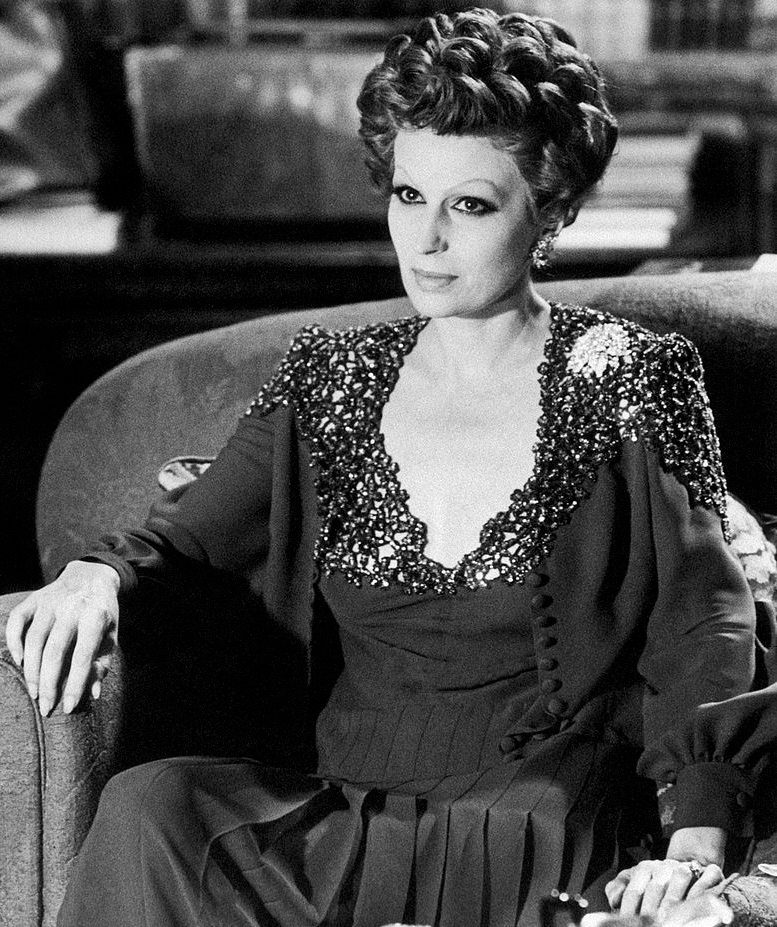
Mangano in 1974

Silvana Mangano (Rome, 21 april 1930 – Madrid, 16 december 1989) was een Italiaans filmactrice.
Mangano had een Italiaanse vader en een Engelse moeder. Zij groeide op in armoede tijdens de Tweede Wereldoorlog, volgde een opleiding voor danseres en hield zichzelf in leven als model.
In 1946 won zij een schoonheidswedstrijd als Miss Rome en raakte vervolgens betrokken bij de filmindustrie, via haar relatie met Marcello Mastroianni. Haar eerste succes bereikte zij met Riso amaro (Bittere rijst) uit 1949, een film onder regie van Giuseppe De Santis. Haar carrière strekt zich uit over de daaropvolgende vier decennia. Zij speelde vele rollen in films van Pier Paolo Pasolini.
Mangano was sinds 1949 getrouwd met de producent Dino De Laurentiis. Zij kregen vier kinderen. Zij overleed aan de gevolgen van longkanker.

## Filmografie
- Le jugement dernier (1945)
- L'elisir d'amore (1946)
- Il delitto di Giovanni Episcopo (1947)
- Gli uomini sono nemici (1948)
- Riso amaro (1949)
- Il lupo della Sila (1949)
- Black Magic (1949)
- Il Brigante Musolino (1950)
- Anna (1951)
- Il più comico spettacolo del mondo (1953)
- Mambo (1954)
- L'oro di Napoli (1954)
- Ulisse (1954)
- Uomini e lupi (1956)
- La tempesta (1958)
- This Angry Age (1958)
- La grande guerra (1959)
- Crimen (1960)
- Five (5) Branded Women (1960)
- Il giudizio universale (1961)
- Barabbas (1961)
- Il processo di Verona (1963)
- La mia signora (1964)
- Il disco volante (1964)
- Io, io, io... e gli altri (1965)
- Scusi, lei è favorevole o contrario? (1966)
- Le streghe (1967)
- Edipo re (1967)
- Capriccio all'italiana (1968)
- Teorema (1968)
- Scipione detto anche l'africano (1971)
- Morte a Venezia (1971)
- Il Decameron (1971)
- D'amore si muore (1972)
- Lo scopone scientifico (1972)
- Ludwig (1972) - Cosima Wagner
- Gruppo di famiglia in un interno (1974) - Marchesa Bianca Brumonti
- Dune (1984) - Rev. Madre Ramallo
- Oci ciornie (1987)